# Apatura
Apatura är ett släkte av fjärilar som beskrevs av Fabricius 1807. Apatura ingår i familjen praktfjärilar.

## Bildgalleri

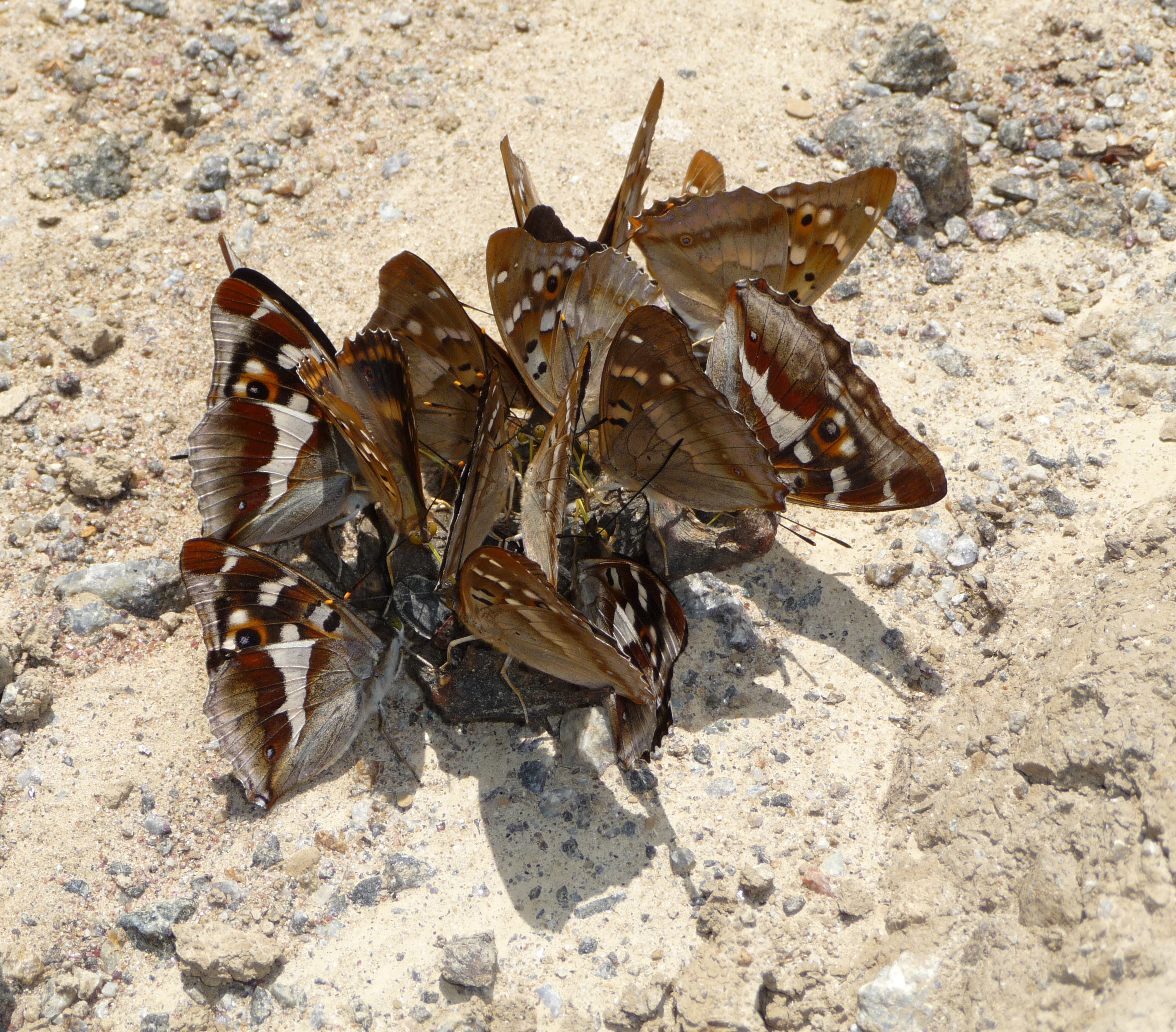

## Dottertaxa tillApatura, i alfabetisk ordning[1][2]
- Apatura afflicta
- Apatura agathina
- Apatura albatheia
- Apatura albifasciata
- Apatura albopunctata
- Apatura alceste
- Apatura alcithoe
- Apatura ambica
- Apatura amurensis
- Apatura arakii
- Apatura artaxes
- Apatura asakurai
- Apatura asiatica
- Apatura asta
- Apatura astasia
- Apatura astasioides
- Apatura asturiensis
- Apatura atacinus
- Apatura atava
- Apatura athalia
- Apatura aurosquamosa
- Apatura barcina
- Apatura bernardii
- Apatura beroe
- Apatura bhavana
- Apatura bieti
- Apatura blankensteini
- Apatura borneana
- Apatura budensis
- Apatura bunea
- Apatura bureana
- Apatura burmana
- Apatura camiba
- Apatura camiboides
- Apatura camilla
- Apatura carolina
- Apatura carueli
- Apatura cassiope
- Apatura cerberea
- Apatura chattendeni
- Apatura chevana
- Apatura chitralensis
- Apatura chrysina
- Apatura chrysolora
- Apatura circumpunctata
- Apatura clara
- Apatura claribella
- Apatura clythia
- Apatura clytie
- Apatura clytiella
- Apatura coelestina
- Apatura cooperi
- Apatura corax
- Apatura danae
- Apatura decorata
- Apatura deficiens
- Apatura delcouri
- Apatura deschangei
- Apatura diaphona
- Apatura dilutior
- Apatura dimeres
- Apatura distincta
- Apatura doii
- Apatura dubernardi
- Apatura eos
- Apatura esakii
- Apatura extensa
- Apatura fabreae
- Apatura fasciola
- Apatura flava
- Apatura flaveola
- Apatura flavomaculata
- Apatura florenciae
- Apatura formosana
- Apatura fulva
- Apatura fulvobscura
- Apatura fulvoclara
- Apatura fulvopuncta
- Apatura furukawai
- Apatura garlanda
- Apatura geminifasciata
- Apatura gertraudis
- Apatura gifuensis
- Apatura gracilis
- Apatura hainana
- Apatura heijona
- Apatura hemisilvia
- Apatura heos
- Apatura herastituta
- Apatura here
- Apatura hereoides
- Apatura hindenburgi
- Apatura hoenei
- Apatura ilia
- Apatura iliades
- Apatura iliella
- Apatura iliona
- Apatura inspersa
- Apatura interfracta
- Apatura intermedia
- Apatura iolata
- Apatura iole
- Apatura iolides
- Apatura iridella
- Apatura iriella
- Apatura iris
- Apatura irradiata
- Apatura japonica
- Apatura javana
- Apatura jole
- Apatura julia
- Apatura juno
- Apatura junoniae
- Apatura junonina
- Apatura kalaurica
- Apatura kamonis
- Apatura kangkeensis
- Apatura kansuensis
- Apatura koreilia
- Apatura krylovi
- Apatura kwangnunga
- Apatura lacustris
- Apatura laeta
- Apatura lambillioni
- Apatura lamia
- Apatura laura
- Apatura laverna
- Apatura lavernoides
- Apatura leechii
- Apatura leucothea
- Apatura likiangensis
- Apatura lugenda
- Apatura lusitanica
- Apatura lutea
- Apatura luteissima
- Apatura lutescens
- Apatura luteus
- Apatura macar
- Apatura magadinensis
- Apatura magnifica
- Apatura mai
- Apatura mandschurica
- Apatura marginecarueli
- Apatura marginejuno
- Apatura martini
- Apatura maximinus
- Apatura media
- Apatura melanthes
- Apatura metis
- Apatura mikuni
- Apatura mindora
- Apatura minerva
- Apatura minor
- Apatura miranda
- Apatura mirei
- Apatura modesta
- Apatura moffartsi
- Apatura monardi
- Apatura monophana
- Apatura moriei
- Apatura morii
- Apatura mouretae
- Apatura naga
- Apatura nakula
- Apatura nakulina
- Apatura namouna
- Apatura nana
- Apatura nikosia
- Apatura nilka
- Apatura nycteis
- Apatura oberthuri
- Apatura obnubila
- Apatura obscura
- Apatura obscurata
- Apatura obscuremoriei
- Apatura obscurior
- Apatura orientalis
- Apatura padana
- Apatura pagenstecheri
- Apatura pallas
- Apatura pallescens
- Apatura pallida
- Apatura parisatis
- Apatura parisia
- Apatura parvata
- Apatura penumbrata
- Apatura periommata
- Apatura perlinaghia
- Apatura perlinghia
- Apatura phaedra
- Apatura phaenacia
- Apatura phryne
- Apatura plesseni
- Apatura praeclara
- Apatura pseudilia
- Apatura pseudofasciola
- Apatura pseudohere
- Apatura pseudoiris
- Apatura pseudopallas
- Apatura pseudoserarum
- Apatura punctostipata
- Apatura pusilla
- Apatura radiolata
- Apatura ragonoti
- Apatura rana
- Apatura recidiva
- Apatura rhea
- Apatura roeselii
- Apatura romaniszyni
- Apatura rossi
- Apatura rotellata
- Apatura rubescens
- Apatura ruficincta
- Apatura russica
- Apatura salicis
- Apatura sari
- Apatura schrenckii
- Apatura semialba
- Apatura serarum
- Apatura serarumoides
- Apatura setia
- Apatura sheljuzkoi
- Apatura siamensis
- Apatura sigea
- Apatura silvia
- Apatura silviella
- Apatura sobrina
- Apatura sorbioduni
- Apatura sordida
- Apatura sordioduni
- Apatura staurakius
- Apatura stictica
- Apatura strandi
- Apatura subalba
- Apatura subalbata
- Apatura subcaerulea
- Apatura subiliades
- Apatura subsobrina
- Apatura subsplendens
- Apatura substituta
- Apatura sumatrana
- Apatura sumatrensis
- Apatura suspirans
- Apatura szechwanensis
- Apatura takanonis
- Apatura tetrica
- Apatura thaumantias
- Apatura thaumantis
- Apatura theia
- Apatura tonkiniana
- Apatura transtaeniata
- Apatura transtenuata
- Apatura transveleta
- Apatura tremulae
- Apatura trochoides
- Apatura ulupi
- Apatura una
- Apatura ussurensis
- Apatura vidua
- Apatura vietnamica
- Apatura viridana
- Apatura viridescens
- Apatura vittelinae
- Apatura vulgaris
- Apatura xanthine
- Apatura yanagawensis
- Apatura yunnana
- Apatura yunnanensis
- Apatura zanoa